# UFO: Alien Invasion
UFO: Alien Invasion es un videojuego de estrategia por turnos libre inspirado en la clásica serie de videojuegos X-COM. El juego usa una versión modificada del motor de videojuego id Tech 2 y se distribuye bajo la licencia GNU General Public License.
Está disponible para Microsoft Windows, GNU/Linux y Mac OS X, esta última con un binario universal válido para PowerPC y x86.
En 2012, se llevó también a la plataforma Android.
La primera versión se publicó el 30 de diciembre en 2003. La última versión estable es 2.5, publicada el 28 de junio de 2014.
El juego cuenta con una comunidad bastante extensa y activa. Se encuentra traducido a un total de 27 idiomas, algunos de ellos se encuentran inacabados.

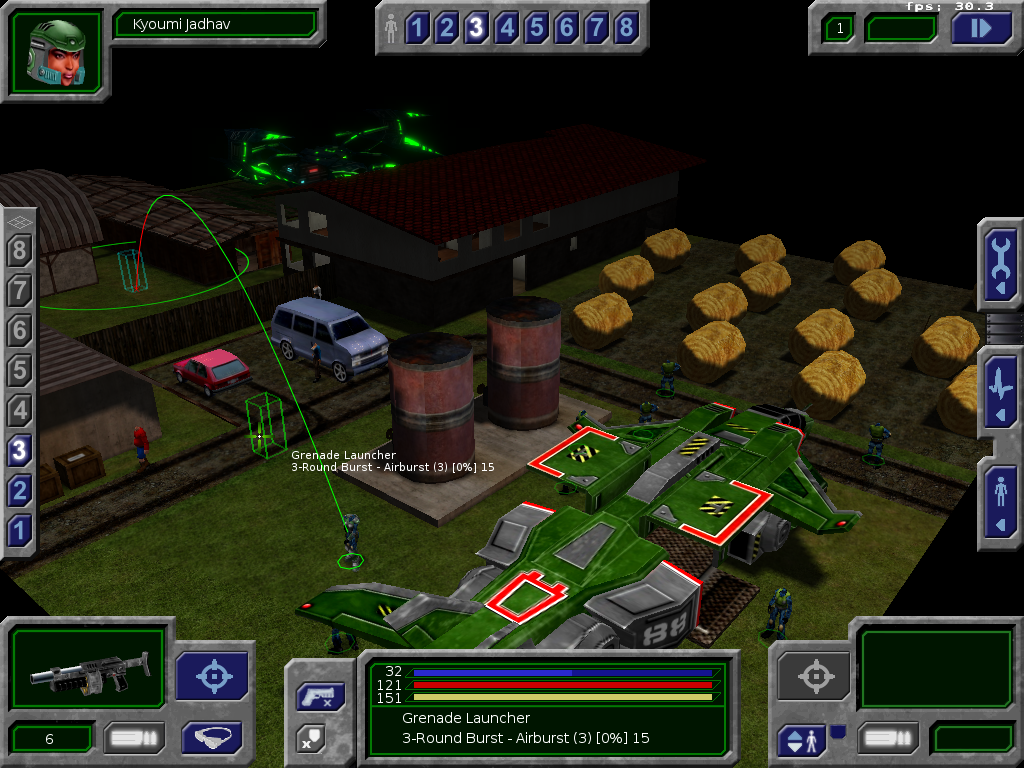
Captura de pantalla del modo táctico.